# Xiloxochico de Rafael Ávila Camacho
Xiloxochico de Rafael Ávila Camacho är en ort i Mexiko.   Den ligger i kommunen Cuetzalan del Progreso och delstaten Puebla, i den sydöstra delen av landet, 180 km öster om huvudstaden Mexico City. Xiloxochico de Rafael Ávila Camacho ligger 742 meter över havet och antalet invånare är 1 131.
Terrängen runt Xiloxochico de Rafael Ávila Camacho är huvudsakligen kuperad, men åt sydost är den bergig. Runt Xiloxochico de Rafael Ávila Camacho är det ganska tätbefolkat, med 179 invånare per kvadratkilometer. Närmaste större samhälle är Ciudad de Cuetzalan, 4,4 km sydväst om Xiloxochico de Rafael Ávila Camacho. I omgivningarna runt Xiloxochico de Rafael Ávila Camacho växer i huvudsak städsegrön lövskog.